# Zemacies queenslandica
Zemacies queenslandica is een slakkensoort uit de familie van de Borsoniidae. De wetenschappelijke naam van de soort is voor het eerst geldig gepubliceerd in 1969 door Powell.